# Dean Corll

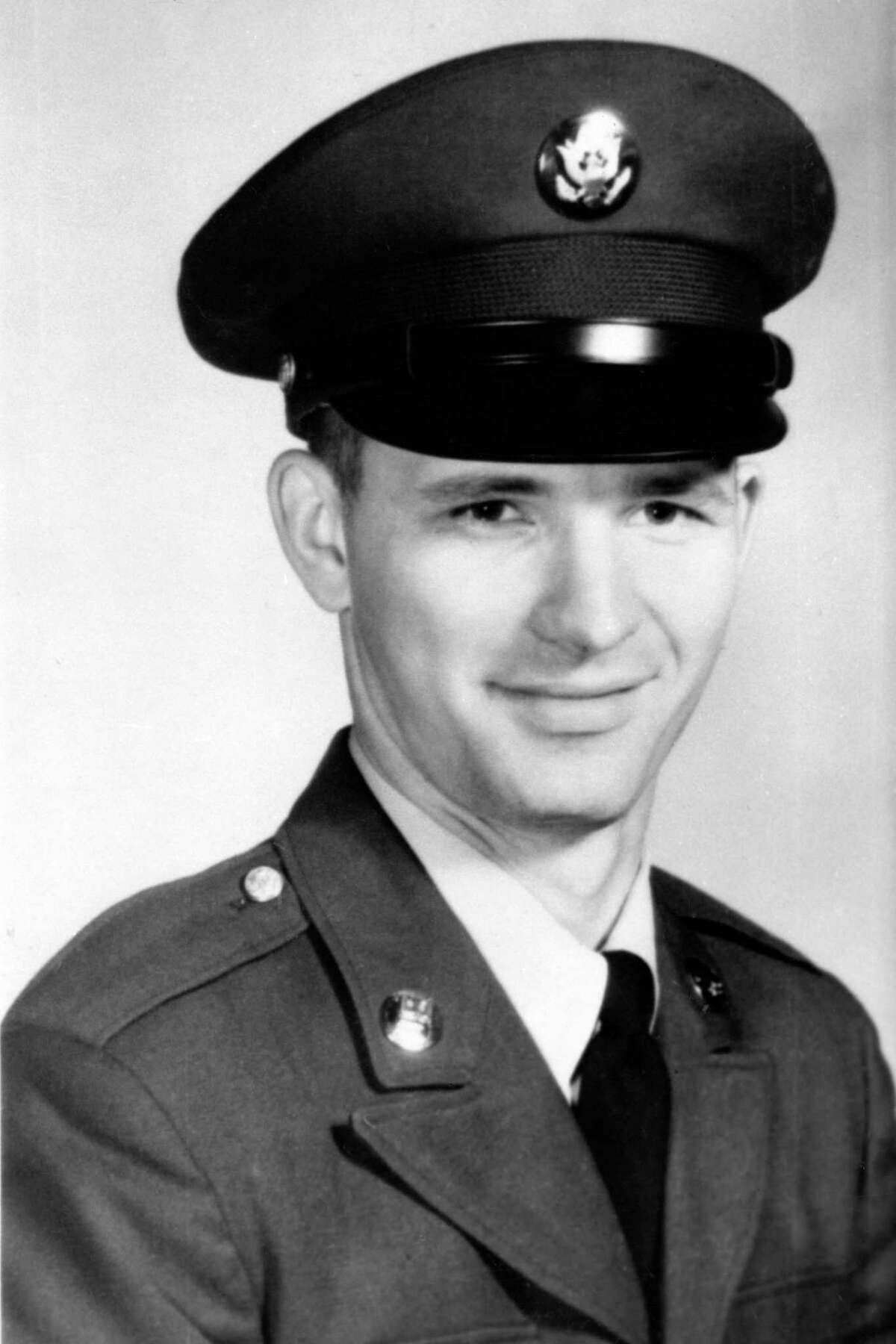
Dean Corll

Dean Arnold Corll, bekannt unter dem Namen The Candy Man, (* 24. Dezember 1939 in Fort Wayne, Indiana; † 8. August 1973 in Pasadena, Texas) war ein US-amerikanischer Serienmörder, der Anfang der 1970er Jahre zusammen mit zwei jugendlichen Komplizen namens Elmer Wayne Henley und David Owen Brooks mindestens 29 Sexualmorde an Jungen und jungen Männern begangen hat. In den Medien wurde der Fall als Massenmord von Houston bezeichnet.

## Vorleben
Nachdem die Ehe seiner Eltern zerbrochen war, zog Corll mit seiner Mutter nach Houston. Er galt als guter und wohlerzogener Schüler. Wegen eines Herzleidens war er vom Sportunterricht befreit. Nach Abschluss der High School war er im Süßwarengeschäft seiner Mutter angestellt. Es wird angenommen, dass er während seines Militärdienstes, zu dem er 1964 einberufen wurde, erstmals seine homosexuelle Seite bemerkte. Als Teenager hatte er sich für Mädchen interessiert. Bereits 1965 wurde er freigestellt, um seiner Mutter wieder beim Betreiben ihres Geschäfts helfen zu können. Später übernahm er dieses selbst. Da er regelmäßig kostenlos Bonbons an die Nachbarskinder verteilte, verliehen diese ihm den später von den Medien aufgegriffenen Spitznamen Candyman. Obwohl dies in der Nachbarschaft durchaus kritisch gesehen wurde, stellte später niemand eine gedankliche Verbindung zu der sprunghaft angestiegenen Anzahl junger männlicher Vermisster her. 1968 löste er das Geschäft auf und begann eine Ausbildung zum Elektriker. Während dieser lernte er 1970 einen fünfzehnjährigen Jungen namens David Brooks kennen, der bisher ein vielversprechender Einserschüler gewesen war, dessen schulische Leistungen sich aber zu verschlechtern begonnen hatten und der bereits einige kleinere Diebstähle begangen hatte. Corll bezahlte Brooks, der bald zu ihm in sein Haus in Pasadena zog, für Analverkehr.

## Taten und Opfer
Spätestens 1971, vermutlich aber bereits früher, begann Corll mit seiner Serie von Entführungen, Vergewaltigungen und Morden. Seine Opfer vergrub er in seinem Bootsschuppen und in ländlichen Gebieten in der Umgebung der Stadt. Brooks gab später an, Corll einmal beim Vergewaltigen zweier an ein Bett gebundener Jungen angetroffen zu haben. Corll habe sich sein Schweigen mit einer Chevrolet Corvette erkauft, die beiden Jungen habe er danach nie wieder gesehen.
Kurz nach diesem Ereignis machte Corll die Bekanntschaft des vierzehnjährigen Elmer Wayne Henley. Dieser kam aus zerrütteten Familienverhältnissen und hatte ein Alkoholproblem. Bald brach er die Schule ab, um zu arbeiten und so seine geschiedene Mutter und seine drei jüngeren Brüder finanziell unterstützen zu können. Wahrscheinlich hatte Corll Henley ursprünglich als Opfer vorgesehen, änderte aber seine Absicht, als ihm klar wurde, dass Henley die meisten anderen Jugendlichen in der Umgebung kannte. Henley begann alsbald damit, Corll beim Anlocken von Opfern zu helfen und nahm schließlich auch aktiv an Tötungen teil.
Die Mehrzahl der Opfer waren Teenager, das jüngste war neun Jahre alt, das älteste 21. Die meisten stammten aus einkommensschwachen Familien in Houston. Viele waren bei der Polizei als vermisst gemeldet und wurden ungeachtet des besorgten Protests ihrer Eltern als Ausreißer geführt. Corll lockte sie häufig durch Partys in sein Haus, bei denen Alkohol und andere Drogen konsumiert wurden. Manche Opfer hatten bereits mehrmals an solchen Partys teilgenommen. Mindestens einer seiner jugendlichen Mittäter begleitete Corll üblicherweise bei der Suche nach Opfern. Diese waren durch die Anwesenheit anderer Jungen in seinem Wagen weniger misstrauisch, als wenn er alleine gewesen wäre.

### Opfer
Es ist bekannt, dass Corll und seine Komplizen zwischen September 1970 und August 1973 mindestens 29 Teenager und junge Männer getötet haben, obwohl vermutet wird, dass die tatsächliche Zahl der Opfer 30 oder mehr betragen könnte. Da Corll unmittelbar vor der Entdeckung seiner Morde getötet worden war, wird die wahre Anzahl der Opfer, die er tatsächlich getötet hatte, niemals bekannt sein. Bisher wurden 27 von Corlls bekannten Opfern identifiziert, und die Identität eines 28. Opfers, dessen Leiche nie gefunden wurde, ist bekannt. Alle diese Opfer waren entweder durch Erschießen, Erwürgen oder eine Kombination aus beidem getötet worden.

#### 1970
- 25. September: Jeffrey Alan Konen, 18. Ein Student an der Universität von Texas in Austin wurde entführt, als er per Anhalter von Austin zum Stadtteil Braeswood Place in Houston fuhr. Er wurde am High Island Beach begraben.
- 13. Dezember: James Eugene Glass, 14. Ein Bekannter von Corll, der auch Brooks kannte. Glass wurde zuletzt von seinem Bruder in Begleitung von Danny Yates gesehen, der zum Ausgang der Kirche ging, an der das Trio teilgenommen hatte. Er wurde mit einer Schnur erwürgt und im Bootsschuppen begraben.
- 13. Dezember: Danny Michael Yates, 14. Entführt mit seinem Freund James Glass nach einer evangelischen Kundgebung in den Heights von Brooks zu Corlls Yorktown-Apartment. Er und sein Freund wurden erwürgt, bevor sie in einem gemeinsamen Grab in Corlls Bootsschuppen begraben wurden.

#### 1971
- 30. Januar: Donald Wayne Waldrop, 15. Verschwunden auf dem Weg zu einem Freund, um über die Gründung einer Bowlingliga zu diskutieren.
- 30. Januar: Jerry Lynn Waldrop, 13. Das jüngste von Corlls Opfern. Er und sein Bruder wurden erwürgt und in einem gemeinsamen Grab in Corlls Bootsschuppen begraben. Besonders betroffen war der Vater der beiden, der ein Baumeister war, als er erfuhr, dass er neben der Wohnung Corlls arbeitete, als Donald und sein Bruder ermordet wurden.
- 9. März*: Randell Lee Harvey, 15. Auf dem Heimweg von seinem Job als Tankwart verschwunden; ihm wurde in den Kopf geschossen und seine Leiche in Corlls Bootsschuppen begraben. Blieb bis Oktober 2008 unidentifiziert.
- 29. Mai: David William Hilligiest, 13. Einer von Henleys früheren Freunden aus Kindertagen; Hilligiest wurde zuletzt in Begleitung seines Freundes Gregory Malley Winkle gesehen, als sie zu einem örtlichen Schwimmbad gingen. Die beiden wurden zuletzt gesehen, wie sie in einen weißen Van kletterten.
- 29. Mai: Gregory Malley Winkle, 16. Ein ehemaliger Angestellter der Corll Candy Company und Freund von Randell Harveys Schwester. Winkle rief zuletzt seine Mutter an und behauptete, er und Hilligiest sind in Freeport schwimmen. Sein Körper wurde im Bootsschuppen mit der Schnur gefunden, mit der er um seinen Hals geknotet erwürgt wurde.
- 1. Juli: Donald John Falcon, 17. Falcon wurde zuletzt in der Nähe des Wohnkomplexes seiner Eltern gesehen. Blieb bis 2014 unidentifiziert.
- 17. August: Ruben Willfard Watson Haney, 17. Am Nachmittag des 17. August verließ er sein Haus, um ins Kino zu gehen. Später rief Haney seine Mutter an, um ihr mitzuteilen, dass er den Abend mit Brooks verbringen würde. Er wurde geknebelt, erwürgt und in Corlls Bootsschuppen begraben.

#### 1972
- 24. März: Frank Anthony Aguirre, 18. Aguirre war verlobt mit Rhonda Williams, deren Anwesenheit in Corlls Haus später die tödliche Konfrontation zwischen Henley und Corll auslösen würde. Er wurde am High Island Beach erwürgt und begraben.
- 20. April: Mark Steven Scott, 17. Ein Freund von Henley und Brooks, der an Corlls Adresse in der Schuler Street getötet wurde. Er war gezwungen, seinen Eltern einen Brief zu schreiben, in dem er behauptete, er habe einen Job in Austin gefunden. Henley erklärte, Scott sei am High Island Beach erwürgt und begraben worden, obwohl seine sterblichen Überreste nie gefunden wurden.
- 21. Mai: Johnny Ray Delome, 16. Ein Jugendlicher aus den Heights, der zuletzt mit seinem Freund gesehen wurde, als er zu einem Geschäft ging. Ihm wurde in den Kopf geschossen und dann von Henley erwürgt.
- 21. Mai: Billy Gene Baulch Jr., 17. Ein ehemaliger Mitarbeiter der Corll Candy Company. Baulch musste seinen Eltern einen Brief schreiben, in dem er behauptete, er und Delome hätten in Madisonville Arbeit gefunden, bevor er von Henley erwürgt und am High Island Beach begraben wurde.
- 19. Juli: Steven Kent Sickman, 17. Sickman wurde zuletzt gesehen, als er eine Party in den Heights verließ. Er erlitt mehrere gebrochene Rippen, bevor er mit einer Nylonschnur erwürgt und im Bootsschuppen begraben wurde. Blieb bis Dezember 1993 falsch identifiziert, wurde im März 2011 korrekt identifiziert.
- 21. August: Roy Eugene Bunton, 19. Verschwunden auf dem Weg zur Arbeit in ein Schuhgeschäft. Ihm wurde zweimal in den Kopf geschossen und wurde im Bootsschuppen begraben. Er wurde im Oktober 1973 falsch identifiziert und im November 2011 korrekt identifiziert.
- 2. Oktober: Wally Jay Simoneaux, 14. In der Nacht des 2. Oktober mit seinem Freund in Brooks’ Corvette gelockt. Simoneaux versuchte, seine Mutter in Corlls Wohnung anzurufen, bevor der Anruf beendet wurde. Er wurde erwürgt und in Corlls Bootsschuppen begraben.
- 2. Oktober: Richard Edward Hembree, 13. Zuletzt gesehen zusammen mit seinem Freund in einem Fahrzeug, das vor einem Lebensmittelgeschäft in den Heights geparkt hat. Ihm wurde in den Mund geschossen und in Corlls Westcott Towers-Adresse erwürgt.
- 1. November: Willard Karmon Branch, Jr. 18. Der Sohn eines HPD-Beamten, der später auf der Suche nach seinem Sohn an einem Herzinfarkt starb. Branch wurde entmannt, bevor ihm in den Kopf geschossen und er im Bootsschuppen begraben wurde. Seine Überreste wurden im Juli 1985 identifiziert.
- 15. November: Richard Alan Kepner, 19. Er war auf dem Weg, seine Verlobte von einem Münztelefon aus anzurufen, als er entführt wurde. Er wurde erwürgt und am High Island Beach begraben. Seine Überreste wurde im September 1983 identifiziert.

#### 1973
- 1. Februar: Joseph Allen Lyles, 17. Ein Bekannter von Corll, der in derselben Straße wie Brooks lebte. Er wurde von Brooks gesehen wie er an der Wirt Road Adresse von Corll entführt wurde. Anschließend in Jefferson County Beach begraben. Korrekt identifiziert im November 2009.
- 4. Juni: William Ray Lawrence, 15. Ein Freund von Henley, der seinen Vater anrief, um zu fragen, ob er mit „einigen Freunden“ angeln gehen könne. Er wurde von Corll drei Tage lang am Leben gehalten, bevor er mit einer Schnur erwürgt und am Lake Sam Rayburn begraben wurde.
- 15. Juni: Raymond Stanley Blackburn, 20. Ein verheirateter Mann aus Baton Rouge, Louisiana, der beim Trampen auf den Weg in die Heights verschwand, um sein neugeborenes Kind zu sehen. Blackburn war drei Monate vor seiner Entführung in Houston angekommen, um an einem Bauprojekt zu arbeiten. Er wurde von Corll in seiner Residenz am Lamar Drive erwürgt und am Lake Sam Rayburn begraben.
- 7. Juli: Homer Luis Garcia, 15. Traf Henley, während beide Jugendlichen an einer Fahrschule eingeschrieben waren. Ihm wurde in den Kopf und in die Brust geschossen, bevor er in Corlls Badewanne zum verbluten liegen gelassen wurde. Er wurde am Lake Sam Rayburn begraben.
- 12. Juli: John Manning Sellars, 17. Ein Jugendlicher aus Orange County wurde zwei Tage vor seinem 18. Geburtstag getötet. Sellars wurde durch vier Schüsse in die Brust getötet und am High Island Beach begraben. Er war das einzige Opfer, das vollständig bekleidet begraben wurde.
- 19. Juli: Michael Anthony Baulch, 15. Corll hatte im vergangenen Jahr seinen älteren Bruder Billy getötet. Er wurde erwürgt und am Lake Sam Rayburn begraben. Wurde identifiziert im September 2010.
- 25. Juli: Marty Ray Jones, 18. Jones wurde zuletzt zusammen mit seinem Freund und Mitbewohner Charles Cobble gesehen, als er in Begleitung von Henley die 27th Street entlang ging. Er wurde mit einer Jalousieschnur erwürgt und im Bootsschuppen begraben.
- 25. Juli: Charles Cary Cobble, 17. Ein Schulfreund von Henley, dessen Frau zum Zeitpunkt seines Mordes schwanger war; Cobble rief zuletzt seinen Vater in einem Zustand der Hysterie an und behauptete, er und Jones seien von Drogendealern entführt worden. Ihm wurde zweimal in den Kopf geschossen, bevor er im Bootsschuppen begraben wurde.
- 3. August: James Stanton Dreymala, 13. Dreymala, wurde zuletzt in Pasadena auf seinem Fahrrad gesehen. Zuletzt rief er seine Eltern an, um ihnen zu sagen, dass er auf einer „Party“ in der Stadt sei. Er wurde erwürgt und im Bootsschuppen begraben.

## Aufdeckung
Zur Aufdeckung der Serie kam es am 8. August 1973 nur, weil Corll nach einem Streit erschossen wurde.

### Tod Corlls
Brooks war bei diesen Ereignissen nicht zugegen. Ungefähr um drei Uhr früh an diesem Tag war Henley in Begleitung eines Jungen namens Tim Kerley und eines Mädchens namens Rhonda Williams in Corlls Haus erschienen. Kerley war als Corlls nächstes Opfer vorgesehen, die fünfzehnjährige Williams war Henleys Freundin. Corll war zunächst wütend, weil Henley ein Mädchen mitgebracht hatte. Nachdem er sich beruhigt hatte, begann man zusammen Alkohol zu trinken. Nachdem die Jugendlichen das Bewusstsein verloren hatten, fesselte Corll sie. Als sie wieder zu sich kamen, fuchtelte er mit einer Pistole vom Kaliber .22 herum und drohte verärgert, sie alle zu töten. Henley gelang es zunächst, ihn zu beruhigen, so dass er die Waffe zur Seite legte und ihn losband. Als Corll dann jedoch darauf bestand, Kerley zu vergewaltigen und zu töten und von Henley verlangte, dasselbe mit Williams zu tun, lehnte Henley dies ab. Daraufhin kam es zu einer Rangelei, die damit endete, dass Henley die Pistole zu fassen bekam und Corll mit sechs Schüssen auf der Stelle tötete. Nachdem er die anderen beiden Jugendlichen befreit hatte, rief er die Polizei. Während sie vor dem Haus auf die Polizei warteten, äußerte er Kerley gegenüber:

„Ich hätte 200 Dollar für dich bekommen können.“

Offensichtlich war dies das üblicherweise von Corll für die Rekrutierung neuer Opfer gezahlte Honorar.

### Anschließende Ermittlungen
Im Verhör gab Henley an, dass er und Brooks Corll bei der Beschaffung von Opfern geholfen hätten, die dieser dann vergewaltigt und ermordet habe. Diese Aussage stieß bei der Polizei zunächst auf Skepsis, da man davon ausgegangen war, es nur mit einer Tötung – nämlich der an Corll – zu tun zu haben und diese als Folge eines alkoholbedingten Streits einordnete. Eine Durchsuchung von Corlls Haus bestätigte jedoch seine Angaben. Gefunden wurde eine Art Folterbank mit Handschellen an jeder Ecke, einige Dildos, zahlreiche Seile sowie ein hölzerner Verschlag mit Luftlöchern und darin menschliche Haare.
Später an diesem Tag erschien Brooks in Begleitung seines Vaters bei der Polizei. Während Brooks darauf beharrte, nichts von den Straftaten gewusst zu haben, kooperierte Henley bei der Aufklärung. Er beschrieb nicht nur detailliert die Morde Corlls, sondern gab auch zu, eines der Opfer selbst erschossen zu haben.
Im von Corll seit einigen Jahren gemieteten Bootsschuppen im Südwesten von Houston grub man nach einem Hinweis Henleys insgesamt 17 Leichen aus, einige waren in Plastik eingewickelt. Zehn weitere Opfer fand man an verschiedenen anderen Orten, teilweise in Crystal Beach im benachbarten Chambers County. Henley bestand darauf, dass es noch drei weitere Opfer gebe, diese fand man jedoch nie.
Einige Opfer waren erschossen worden, andere hatten noch die Schlingen um den Hals, mit denen sie stranguliert worden waren. Alle waren anal vergewaltigt worden, teilweise auch mit Gegenständen. Einige waren kastriert oder in sonstiger Weise im Genitalbereich verstümmelt worden – im Bootsschuppen fand man auch einen Container mit mehreren abgetrennten Geschlechtsteilen – anderen waren die Schamhaare einzeln ausgerissen worden. In den Harnröhren fanden sich teilweise zertrümmerte Glasstäbe.
Im Oktober 2008 wurden die Überreste von Randell Lee Harvey – die im August 1973 gefunden wurden – identifiziert. 37 Jahre nach seinem Verschwinden wurde Harvey als weiteres Opfer von Dean Corll erfasst. Harvey war 15 Jahre alt, als er im März 1971 verschwand.
Im April 2011 wurde ein weiteres Opfer als Steven Sickman, der im Juli 1972 ermordet worden war, identifiziert. Sickman war 17, als er getötet wurde.

## Verurteilung der Komplizen
Da Corll selbst als Toter nicht mehr strafrechtlich verfolgt werden konnte – als ehemaliger Soldat erhielt er sogar ein Begräbnis mit militärischen Ehren – wurden nur Henley und Brooks angeklagt. Henley wurde wegen sechsfachen Mordes angeklagt und 1974 zu sechsmal 99 Jahren Haft verurteilt. Die Tötung Corlls war davon nicht erfasst, diese wurde als Notwehr betrachtet. Brooks wurde wegen eines Mordes zu lebenslanger Haft verurteilt. Er starb im Mai 2020 in einem Gefängniskrankenhaus in Galveston an COVID-19, so das Texas Department of Criminal Justice.

## Folgen
Zu seiner Zeit war dies gemessen an der Zahl der Opfer der bislang schlimmste Fall von Serienmord in den USA, der sogar die 25 Opfer des Juan Vallejo Corona noch übertraf. Der Fall sorgte weltweit für Schlagzeilen und veranlasste  den Papst zu einem Kommentar, er bezeichnete die Natur der Verbrechen als „abscheulich“ und sprach den Angehörigen der Opfer sein Beileid aus.
Das Houston Police Department wurde in der Folge von diesen Familien scharf kritisiert, weil man die vermissten Kinder als Ausreißer behandelt und keiner Ermittlung für wert befunden hatte. Darunter waren zwei Familien, die jeweils zwei Söhne durch Corll und seine Komplizen verloren hatten.
Henley hat während seiner Inhaftierung begonnen zu malen. Der Verkauf einiger seiner Bilder bei ebay sorgte für Empörung.